# 1. Fußball-Club Saarbrücken 1974-1975
Questa voce raccoglie le informazioni riguardanti il 1. Fußball-Club Saarbrücken nelle competizioni ufficiali della stagione 1974-1975.

## Stagione
Nella stagione 1974-1975 il Saarbrücken, allenato da Slobodan Čendić, concluse il campionato di 2. Bundesliga al 7º posto. In Coppa di Germania il Saarbrücken fu eliminato al primo turno dall'Augusta.

## Rosa
| N. |                                 | Ruolo | Calciatore     |
| -- | ------------------------------- | ----- | -------------- |
|    | Germania (bandiera)             | P     | Jürgen Muche   |
|    | Germania (bandiera)             | P     | Norbert Sauer  |
|    | Germania (bandiera)             | D     | Albert Kempf   |
|    | Germania (bandiera)             | D     | Egon Schmitt   |
|    | Germania (bandiera)             | D     | Niko Semlitsch |
|    | Germania (bandiera)             | D     | Gerd Steffen   |
|    | Germania (bandiera)             | D     | Ernst Traser   |
|    | Germania (bandiera)             | C     | Günter Andres  |
|    | Germania (bandiera)             | C     | Ludwig Denz    |
|    | Bosnia ed Erzegovina (bandiera) | C     | Husnija Fazlić |

| N. |                     | Ruolo | Calciatore              |
| -- | ------------------- | ----- | ----------------------- |
|    | Germania (bandiera) | C     | Dieter Finkler          |
|    | Germania (bandiera) | C     | Felix Magath            |
|    | Serbia (bandiera)   | C     | Methodije Spasovski     |
|    | Germania (bandiera) | C     | Heinz Traser            |
|    | Germania (bandiera) | A     | Karlheinz Hähnchen      |
|    | Germania (bandiera) | A     | Frank Holzer            |
|    | Germania (bandiera) | A     | Peter Lübeke            |
|    | Germania (bandiera) | A     | Hans-Joachim Schellberg |
|    | Germania (bandiera) | A     | Wolfgang Scherer        |
|    | Germania (bandiera) | A     | Peter Schneider         |

## Organigramma societario
Area tecnica
- Allenatore: Slobodan Čendić
- Allenatore in seconda:
- Preparatore dei portieri:
- Preparatori atletici:

## Calciomercato

### Sessione estiva
| Acquisti | Acquisti            | Acquisti            | Acquisti |
| R.       | Nome                | da                  | Modalità |
| -------- | ------------------- | ------------------- | -------- |
| C        | Ludwig Denz         | Hannover 96         |          |
| C        | Husnija Fazlić      | Borac Banja Luka    |          |
| C        | Felix Magath        | Vikt. Aschaffenburg |          |
| D        | Niko Semlitsch      | Kickers Offenbach   |          |
| C        | Methodije Spasovski | Vardar              |          |

| Cessioni | Cessioni           | Cessioni            | Cessioni |
| R.       | Nome               | a                   | Modalità |
| -------- | ------------------ | ------------------- | -------- |
| C        | Erich Hermesdorf   | Dudweiler           |          |
| D        | Anton Jungfleisch  | Röchling Völklingen |          |
| A        | Hans-Werner Lamour | Dudweiler           |          |
| C        | Ralf Schmitt       | Röchling Völklingen |          |
| C        | Kunibert Scholl    | Rot-Weiß Hasborn    |          |
| A        | Werner Thelen      | Kaiserslautern      |          |

### Sessione invernale
| Acquisti | Acquisti | Acquisti | Acquisti |
| R.       | Nome     | da       | Modalità |
| -------- | -------- | -------- | -------- |

| Cessioni | Cessioni | Cessioni | Cessioni |
| R.       | Nome     | a        | Modalità |
| -------- | -------- | -------- | -------- |

## Risultati

### 2. Bundesliga

#### Girone di andata
| Arbitro: | Schröder |

|               |           |  |
| Semlitsch 18’ | Marcatori |  |

| Arbitro: | Steigele |

|            |           |            |
| Werner 40’ | Marcatori | 68’ Magath |

| Saarbrücken 18 agosto 1974, ore 15:00 CET 3ª giornata | Saarbrücken | 0 – 0 referto | Schweinfurt 05 | Ludwigsparkstadion (10 000 spett.)\| Arbitro: \| Hontheim \| |
| Arbitro:                                              | Hontheim    |               |                |                                                              |

| Arbitro: | Walther |

|                  |           |                 |
| Hoffmann 7’, 55’ | Marcatori | 72’ (rig.) Denz |

| Arbitro: | Kollmann |

|                                                       |           |  |
| Holzer 15’ Fazlić 16’, 58’ Magath 34’, 82’ Lübeke 69’ | Marcatori |  |

| Arbitro: | Dittmer |

|  |           |                                   |
|  | Marcatori | 10’ Denz 60’ Semlitsch 64’ Magath |

| Arbitro: | Schröder |

|            |           |  |
| Fazlić 55’ | Marcatori |  |

| Arbitro: | Huster |

|                              |           |                                                   |
| Dussier 40’ (rig.) Spohr 81’ | Marcatori | 33’ Finkler 36’, 72’ Fazlić 79’ Magath 89’ Holzer |

| Arbitro: | Schumann |

|                       |           |  |
| Fazlić 46’ Traser 74’ | Marcatori |  |

| Arbitro: | Aldinger |

|                            |           |            |
| Walitza 34’ Schabacker 87’ | Marcatori | 32’ Traser |

| Arbitro: | Nickel |

|                                              |           |             |
| Magath 6’ Traser 35’ Fazlić 58’ Hähnchen 87’ | Marcatori | 67’ Liedtke |

| Arbitro: | Hontheim |

|            |           |                 |
| Renner 80’ | Marcatori | 50’, 67’ Fazlić |

| Arbitro: | Kettenbach |

|                                            |           |          |
| Traser 12’ Denz 44’ (rig.), 71’ Holzer 76’ | Marcatori | 22’ Fanz |

| Arbitro: | Linn |

|                           |           |                              |
| Laube 45’ (rig.) Lühr 47’ | Marcatori | 61’ Magath 71’ (aut.) Figlus |

| Arbitro: | Frickel |

|                        |           |                               |
| Holzer 19’ Steffen 77’ | Marcatori | 47’, 90’ Diener 70’ Pankotsch |

| Arbitro: | Quindeau |

|                     |           |                           |
| Denz 10’ Traser 65’ | Marcatori | 22’ Höbusch 35’ Vöhringer |

| Arbitro: | Schmoock |

|  |           |                                                |
|  | Marcatori | 25’ Fazlić 43’ Denz 52’ Lübeke 68’, 87’ Holzer |

| Arbitro: | Föckler |

|                       |           |  |
| Traser 29’ Fazlić 67’ | Marcatori |  |

| Arbitro: | Riegg |

|                          |           |  |
| Potschak 51’ Schroff 61’ | Marcatori |  |

#### Girone di ritorno
| Arbitro: | Aldinger |

|                                      |           |                          |
| Schleiter 32’ Bechtold 57’ Weber 74’ | Marcatori | 16’ Fazlić 76’ Spasovski |

| Arbitro: | Nickel |

|                      |           |             |
| Lübeke 8’ Magath 28’ | Marcatori | 50’ Lippert |

| Arbitro: | Tschenscher |

|             |           |            |
| Seubert 50’ | Marcatori | 74’ Fazlić |

| Arbitro: | Schröder |

|  |           |           |
|  | Marcatori | 70’ Vogel |

| Arbitro: | Schumann |

|                                |           |                        |
| Beichle 29’ Weinkauff 34’, 80’ | Marcatori | 13’ Schmitt 33’ Holzer |

| Arbitro: | Dittmer |

|             |           |  |
| Schmitt 80’ | Marcatori |  |

| Arbitro: | Dreher |

|            |           |  |
| Keller 75’ | Marcatori |  |

| Arbitro: | Dellwing |

|                     |           |  |
| Denz 74’ Traser 75’ | Marcatori |  |

| Arbitro: | Walther |

|            |           |            |
| Mießmer 8’ | Marcatori | 28’ Magath |

| Arbitro: | Eschweiler |

|                              |           |                    |
| Fazlić 13’ Lübeke 40’ (rig.) | Marcatori | 47’ (rig.) Walitza |

| Arbitro: | Scheffner |

|                          |           |                       |
| Sichmann 44’ Hofmann 58’ | Marcatori | 81’ Traser 87’ Magath |

| Arbitro: | Schröder |

|                     |           |                                 |
| Denz 22’ Magath 60’ | Marcatori | 9’ Klier 64’ (rig.) Hohenwarter |

| Arbitro: | Kammann |

|                                 |           |                                              |
| Frey 4’, 12’ Frey 19’ Micic 86’ | Marcatori | 19’, 46’ Lübeke 30’ Holzer 54’ (rig.) Magath |

| Arbitro: | Dellwing |

|  |           |                    |
|  | Marcatori | 76’ (aut.) Schmitt |

| Arbitro: | Tschenscher |

|                            |           |                                   |
| Diener 15’, 63’ Ludwig 42’ | Marcatori | 14’ Scherer 32’ Lübeke 84’ Holzer |

| Arbitro: | Berner |

|                             |           |            |
| Walleitner 9’ Schneider 55’ | Marcatori | 48’ Lübeke |

| Arbitro: | Hontheim |

|  |           |                             |
|  | Marcatori | 46’, 90’ Krstić 83’ Schmitt |

| Arbitro: | Messmer |

|                                     |           |                        |
| Heubeck 4’ Bajlitz 17’ Heinlein 79’ | Marcatori | 14’ Lübeke 81’ Scherer |

| Arbitro: | Föckler |

|               |           |            |
| Spasovski 73’ | Marcatori | 10’ Holoch |

### Coppa di Germania
| Arbitro: | Siepe |

|                                   |           |          |
| Obermeier 39’ Hoffmann 51’ (rig.) | Marcatori | 57’ Denz |

## Statistiche

### Statistiche di squadra
| Competizione      | Punti | In casa | In casa | In casa | In casa | In casa | In casa | In trasferta | In trasferta | In trasferta | In trasferta | In trasferta | In trasferta | Totale | Totale | Totale | Totale | Totale | Totale | DR  |
| Competizione      | Punti | G       | V       | N       | P       | Gf      | Gs      | G            | V            | N            | P            | Gf           | Gs           | G      | V      | N      | P      | Gf     | Gs     | DR  |
| ----------------- | ----- | ------- | ------- | ------- | ------- | ------- | ------- | ------------ | ------------ | ------------ | ------------ | ------------ | ------------ | ------ | ------ | ------ | ------ | ------ | ------ | --- |
| 2. Bundesliga     | 41    | 19      | 11      | 4       | 4       | 34      | 17      | 19           | 4            | 7            | 8            | 38           | 35           | 38     | 15     | 11     | 12     | 72     | 52     | +20 |
| Coppa di Germania | -     | 0       | 0       | 0       | 0       | 0       | 0       | 1            | 0            | 0            | 1            | 1            | 2            | 1      | 0      | 0      | 1      | 1      | 2      | -1  |
| Totale            | 41    | 19      | 11      | 4       | 4       | 34      | 17      | 20           | 4            | 7            | 9            | 39           | 37           | 39     | 15     | 11     | 13     | 73     | 54     | +19 |

### Andamento in campionato
| Giornata  | 1 | 2 | 3 | 4  | 5 | 6 | 7 | 8 | 9 | 10 | 11 | 12 | 13 | 14 | 15 | 16 | 17 | 18 | 19 | 20 | 21 | 22 | 23 | 24 | 25 | 26 | 27 | 28 | 29 | 30 | 31 | 32 | 33 | 34 | 35 | 36 | 37 | 38 |
| --------- | - | - | - | -- | - | - | - | - | - | -- | -- | -- | -- | -- | -- | -- | -- | -- | -- | -- | -- | -- | -- | -- | -- | -- | -- | -- | -- | -- | -- | -- | -- | -- | -- | -- | -- | -- |
| Luogo     | C | T | C | T  | C | T | C | T | C | T  | C  | T  | C  | T  | C  | C  | T  | C  | T  | T  | C  | T  | C  | T  | C  | T  | C  | T  | C  | T  | C  | T  | C  | T  | T  | C  | T  | C  |
| Risultato | V | N | N | P  | V | V | V | V | V | P  | V  | V  | V  | N  | P  | N  | V  | V  | P  | P  | V  | N  | P  | P  | V  | P  | V  | N  | V  | N  | N  | N  | P  | N  | P  | P  | P  | N  |
| Posizione | 7 | 5 | 7 | 12 | 7 | 4 | 3 | 3 | 2 | 4  | 3  | 3  | 2  | 2  | 2  | 3  | 2  | 2  | 2  | 3  | 2  | 2  | 3  | 5  | 4  | 5  | 4  | 5  | 4  | 4  | 5  | 4  | 6  | 5  | 6  | 6  | 6  | 7  |

Legenda:

Luogo: C = Casa; T = Trasferta. Risultato: V = Vittoria; N = Pareggio; P = Sconfitta.

### Statistiche dei giocatori
| Giocatore     | 2. Bundesliga | 2. Bundesliga | 2. Bundesliga | 2. Bundesliga | Coppa di Germania | Coppa di Germania | Coppa di Germania | Coppa di Germania | Totale   | Totale | Totale      | Totale     |
| Giocatore     | Presenze      | Reti          | Ammonizioni   | Espulsioni    | Presenze          | Reti              | Ammonizioni       | Espulsioni        | Presenze | Reti   | Ammonizioni | Espulsioni |
| ------------- | ------------- | ------------- | ------------- | ------------- | ----------------- | ----------------- | ----------------- | ----------------- | -------- | ------ | ----------- | ---------- |
| G. Andres     | 0             | 0             | 0             | 0             | 0                 | 0                 | 0                 | 0                 | 0        | 0      | 0           | 0          |
| L. Denz       | 31            | 8             | 2             | 2             | 1                 | 1                 | 0                 | 0                 | 32       | 9      | 2           | 2          |
| H. Fazlić     | 26            | 14            | 1             | 0             | 1                 | 0                 | 0                 | 0                 | 27       | 14     | 1           | 0          |
| D. Finkler    | 35            | 1             | 3             | 0             | 1                 | 0                 | 0                 | 0                 | 36       | 1      | 3           | 0          |
| F. Holzer     | 35            | 9             | 1             | 0             | 1                 | 0                 | 0                 | 0                 | 36       | 9      | 1           | 0          |
| K. Hähnchen   | 29            | 1             | 1             | 0             | 1                 | 0                 | 0                 | 0                 | 30       | 1      | 1           | 0          |
| A. Kempf      | 32            | 0             | 7             | 1             | 1                 | 0                 | 1                 | 0                 | 33       | 0      | 8           | 1          |
| P. Lübeke     | 37            | 9             | 3             | 0             | 1                 | 0                 | 0                 | 0                 | 38       | 9      | 3           | 0          |
| F. Magath     | 38            | 12            | 3             | 0             | 1                 | 0                 | 0                 | 0                 | 39       | 12     | 3           | 0          |
| J. Muche      | 13            | 0             | 0             | 0             | 0                 | 0                 | 0                 | 0                 | 13       | 0      | 0           | 0          |
| N. Sauer      | 27            | 0             | 0             | 0             | 1                 | 0                 | 0                 | 0                 | 28       | 0      | 0           | 0          |
| H. Schellberg | 2             | 0             | 0             | 0             | 0                 | 0                 | 0                 | 0                 | 2        | 0      | 0           | 0          |
| W. Scherer    | 8             | 2             | 0             | 0             | 0                 | 0                 | 0                 | 0                 | 8        | 2      | 0           | 0          |
| E. Schmitt    | 34            | 2             | 0             | 0             | 0                 | 0                 | 0                 | 0                 | 34       | 2      | 0           | 0          |
| P. Schneider  | 6             | 0             | 0             | 0             | 0                 | 0                 | 0                 | 0                 | 6        | 0      | 0           | 0          |
| N. Semlitsch  | 11            | 2             | 1             | 0             | 1                 | 0                 | 1                 | 0                 | 12       | 2      | 2           | 0          |
| M. Spasovski  | 17            | 2             | 1             | 0             | 0                 | 0                 | 0                 | 0                 | 17       | 2      | 1           | 0          |
| G. Steffen    | 20            | 1             | 1             | 0             | 0                 | 0                 | 0                 | 0                 | 20       | 1      | 1           | 0          |
| E. Traser     | 35            | 4             | 3             | 0             | 1                 | 0                 | 0                 | 0                 | 36       | 4      | 3           | 0          |
| H. Traser     | 34            | 4             | 1             | 0             | 1                 | 0                 | 0                 | 0                 | 35       | 4      | 1           | 0          |